# عبد الصمد إسماعيل
عبد الصمد إسماعيل (بالملايوية: Abdul Samad Ismail)‏ هو صحفي ماليزي، ولد في 18 أبريل 1924 في سنغافورة، وتوفي في 4 سبتمبر 2008 بسبب قصور كلوي.